# 1. Fußball-Club Nürnberg Verein für Leibesübungen 1988-1989
Questa voce raccoglie le informazioni riguardanti il 1. Fußball-Club Nürnberg Verein für Leibesübungen nelle competizioni ufficiali della stagione 1988-1989.

## Stagione
Nella stagione 1988-1989 il Norimberga, allenato da Hermann Gerland, concluse il campionato di Bundesliga al 14º posto. In Coppa di Germania il Norimberga fu eliminato al secondo turno dal Karlsruhe. In Coppa UEFA il Norimberga fu eliminato al primo turno dal Roma.
Per l'intera durata della Bundesliga il Norimberga rimase coinvolto nella lotta per non retrocedere, ottenendo la permanenza in massima serie all'ultima giornata: concluso il campionato al penultimo posto a pari merito con quattro squadre, il Club evitò sia lo spareggio sia il declassamento diretto grazie alla miglior differenza reti. Il Norimberga venne inoltre eliminato nelle fasi iniziali delle coppe: in coppa nazionale fu il Karlsruhe a prevalere nella ripetizione dell'incontro ed estromettere la squadra al secondo turno, mentre al primo turno di Coppa UEFA il Norimberga vinse l'incontro di andata esterno contro la Roma, che al ritorno rispose con un 3-1 con la rete decisiva segnata ai tempi supplementari.

## Maglie e sponsor
Lo sponsor tecnico per la stagione 1988-1989 è Adidas, mentre lo sponsor ufficiale è Reflecta.
| Manica sinistra · Manica sinistra · Maglietta · Maglietta · Manica destra · Manica destra · Pantaloncini · Calzettoni · Calzettoni | Manica sinistra · Manica sinistra · Maglietta · Maglietta · Manica destra · Manica destra · Pantaloncini · Calzettoni · Calzettoni |

## Rosa
| N. |                     | Ruolo | Calciatore              |
| -- | ------------------- | ----- | ----------------------- |
|    | Germania (bandiera) | P     | Andreas Köpke           |
|    | Germania (bandiera) | P     | Kurt Kowarz             |
|    | Germania (bandiera) | D     | Uli Bayerschmidt        |
|    | Germania (bandiera) | D     | Jörg Dittwar            |
|    | Germania (bandiera) | D     | Ralf Dusend             |
|    | Norvegia (bandiera) | D     | Anders Giske            |
|    | Germania (bandiera) | D     | Hans-Jürgen Heidenreich |
|    | Germania (bandiera) | D     | Stefan Kuhn             |
|    | Germania (bandiera) | D     | Ulf Metschies           |
|    | Germania (bandiera) | D     | Dieter Oßwald           |
|    | Germania (bandiera) | D     | Joachim Philipkowski    |
|    | Serbia (bandiera)   | C     | Aleksandar Abutovic     |
|    | Germania (bandiera) | C     | Hans-Jürgen Brunner     |

| N. |                     | Ruolo | Calciatore         |
| -- | ------------------- | ----- | ------------------ |
|    | Germania (bandiera) | C     | Thomas Brunner     |
|    | Germania (bandiera) | C     | Christian Hausmann |
|    | Germania (bandiera) | C     | Christian Korek    |
|    | Germania (bandiera) | C     | Thomas Kristl      |
|    | Germania (bandiera) | C     | Marc Oechler       |
|    | Germania (bandiera) | C     | Dirk Otten         |
|    | Germania (bandiera) | C     | Martin Schneider   |
|    | Germania (bandiera) | C     | Manfred Schwabl    |
|    | Germania (bandiera) | C     | Martin Wagner      |
|    | Senegal (bandiera)  | A     | Souleyman Sané     |
|    | Germania (bandiera) | A     | Rudolf Stenzel     |
|    | Germania (bandiera) | A     | Frank Türr         |
|    | Germania (bandiera) | A     | Reiner Wirsching   |

## Organigramma societario
Area tecnica
- Allenatore: Hermann Gerland
- Allenatore in seconda: Dieter Lieberwirth
- Preparatore dei portieri:
- Preparatori atletici:

## Calciomercato

### Sessione estiva
| Acquisti | Acquisti         | Acquisti        | Acquisti |
| R.       | Nome             | da              | Modalità |
| -------- | ---------------- | --------------- | -------- |
| P        | Kurt Kowarz      | RW Oberhausen   |          |
| C        | Thomas Kristl    | Türk SV München |          |
| D        | Stefan Kuhn      | Wattenscheid 09 |          |
| D        | Ulf Metschies    | Osnabrück       |          |
| C        | Marc Oechler     | Norimberga II   |          |
| C        | Dirk Otten       | Gütersloh       |          |
| A        | Souleyman Sané   | Friburgo        |          |
| C        | Martin Wagner    | Offenburger     |          |
| A        | Reiner Wirsching | Schweinfurt 05  |          |

| Cessioni | Cessioni          | Cessioni              | Cessioni |
| R.       | Nome              | a                     | Modalità |
| -------- | ----------------- | --------------------- | -------- |
| A        | Dieter Eckstein   | Eintracht Francoforte |          |
| A        | Jørn Andersen     | Eintracht Francoforte |          |
| P        | Bobby Dekeyser    | Genk                  |          |
| C        | Reiner Geyer      | Saarbrücken           |          |
| C        | Roland Grahammer  | Bayern Monaco         |          |
| C        | Frank Greiner     | Colonia               |          |
| C        | Michael Kroninger | Kickers Offenbach     |          |
| C        | Stefan Reuter     | Bayern Monaco         |          |

### Sessione invernale
| Acquisti | Acquisti           | Acquisti         | Acquisti |
| R.       | Nome               | da               | Modalità |
| -------- | ------------------ | ---------------- | -------- |
| D        | Uli Bayerschmidt   | Bayern Monaco    |          |
| C        | Christian Hausmann | Bayer Leverkusen |          |

| Cessioni | Cessioni | Cessioni | Cessioni |
| R.       | Nome     | a        | Modalità |
| -------- | -------- | -------- | -------- |

## Risultati

### Bundesliga

#### Girone di andata
| Arbitro: | Richmann |

|  |           |               |
|  | Marcatori | 85’ Metschies |

| Arbitro: | Wiesel |

|  |           |                      |
|  | Marcatori | 58’ Sturm 85’ Allofs |

| Arbitro: | Steinborn |

|                                 |           |                      |
| Witeczek 25’ Fach 43’ Mathy 56’ | Marcatori | 58’ Schwabl 87’ Sané |

| Arbitro: | Löwer |

|            |           |  |
| Kristl 51’ | Marcatori |  |

| Arbitro: | Diekert |

|                                |           |          |
| Kuhn 40’ Eckstein 50’ Sané 71’ | Marcatori | 88’ Kree |

| Arbitro: | Pauly |

|                     |           |  |
| Bakalorz 74’ (rig.) | Marcatori |  |

| Arbitro: | Broska |

|            |           |                                |
| Kristl 64’ | Marcatori | 29’ Süss 54’ Bogdan 77’ Simmes |

| Arbitro: | Krug |

|                                                         |           |  |
| Sigurvinsson 55’ Allgöwer 61’ Klinsmann 73’ (rig.), 77’ | Marcatori |  |

| Arbitro: | Kriegelstein |

|             |           |                                                |
| Schwabl 59’ | Marcatori | 27’ Bierhoff 34’ von Heesen 65’ Bein 86’ Spörl |

| Arbitro: | Osmers |

|                     |           |           |
| Wuttke 37’ Kohr 53’ | Marcatori | 6’ Dusend |

| Arbitro: | Mierswa |

|            |           |          |
| Wagner 21’ | Marcatori | 3’ Kastl |

| Arbitro: | Föckler |

|               |           |             |
| Effenberg 42’ | Marcatori | 81’ Stenzel |

| Arbitro: | Matheis |

|  |           |              |
|  | Marcatori | 22’ Neubarth |

| Arbitro: | Dellwing |

|                                            |           |  |
| Dickel 30’, 44’ Helmer 32’ Zorc 68’ (rig.) | Marcatori |  |

| Arbitro: | Krug |

|            |           |  |
| Wagner 18’ | Marcatori |  |

| Arbitro: | Kautschor |

|             |           |  |
| Wegmann 35’ | Marcatori |  |

| Arbitro: | Fux |

|                                    |           |                                 |
| Schwabl 10’ Wagner 12’ Stenzel 82’ | Marcatori | 32’ Schüler 49’ Hjelm 83’ Hotić |

#### Girone di ritorno
| Arbitro: | Pauly |

|                                                              |           |                                      |
| Philipkowski 14’ Wirsching 23’, 82’ Sané 68’ Flad 79’ (aut.) | Marcatori | 6’ Golke 21’ Flad 41’ (aut.) Brunner |

| Arbitro: | Merk |

|               |           |                   |
| Littbarski 3’ | Marcatori | 90’ (rig.) Wagner |

| Arbitro: | Tritschler |

|            |           |  |
| Wagner 60’ | Marcatori |  |

| Arbitro: | Mierswa |

|                            |           |            |
| Güttler 30’ Bockenfeld 43’ | Marcatori | 69’ Wagner |

| Arbitro: | Zimmermann |

|                 |           |  |
| Kree 67’ (rig.) | Marcatori |  |

| Arbitro: | Kentsch |

|               |           |            |
| Wirsching 45’ | Marcatori | 78’ Studer |

| Arbitro: | Werner |

|            |           |            |
| Bogdan 87’ | Marcatori | 88’ Kristl |

| Arbitro: | Neuner |

|               |           |  |
| Wirsching 65’ | Marcatori |  |

| Arbitro: | Kautschor |

|                         |           |                        |
| Furtok 4’, 44’ Bein 65’ | Marcatori | 12’ Wirsching 19’ Sané |

| Arbitro: | Richmann |

|            |           |          |
| Kristl 37’ | Marcatori | 88’ Kohr |

| Arbitro: | Harder |

|                                      |           |  |
| Buncol 38’ Reinhardt 52’ Leśniak 81’ | Marcatori |  |

| Norimberga 13 maggio 1989, ore 15:30 CEST 29ª giornata | Norimberga | 0 – 0 referto | Borussia M'gladbach | Städtisches Stadion (20 500 spett.)\| Arbitro: \| Osmers \| |
| Arbitro:                                               | Osmers     |               |                     |                                                             |

| Arbitro: | Assenmacher |

|                      |           |            |
| Sauer 47’ Riedle 59’ | Marcatori | 32’ Kristl |

| Arbitro: | Boos |

|                   |           |              |
| Wagner 53’ (rig.) | Marcatori | 44’ Breitzke |

| Arbitro: | Löwer |

|                               |           |                   |
| Geils 12’ Schatzschneider 84’ | Marcatori | 40’ Sané 83’ Türr |

| Arbitro: | Pauly |

|                        |           |                 |
| Wirsching 33’ Sané 42’ | Marcatori | 44’ Augenthaler |

| Arbitro: | Umbach |

|               |           |  |
| Schindler 54’ | Marcatori |  |

### Coppa di Germania
| Arbitro: | Schäfer |

|                  |           |                                          |
| Zeyer 50’ (rig.) | Marcatori | 22’ Philipkowski 25’, 42’ Sané 37’ Giske |

| Arbitro: | Theobald |

|             |           |            |
| Brunner 50’ | Marcatori | 81’ Heisig |

| Arbitro: | Weber |

|            |           |  |
| Bogdan 54’ | Marcatori |  |

### Coppa UEFA
| Arbitro: | Santos |

|                     |           |                       |
| Desideri 48’ (rig.) | Marcatori | 45’ Sané 57’ Eckstein |

| Arbitro: | Butenko |

|                     |           |                                   |
| Eckstein 21’ (rig.) | Marcatori | 9’ Völler 35’ Policano 93’ Gaúcho |

## Statistiche

### Statistiche di squadra
| Competizione      | Punti | In casa | In casa | In casa | In casa | In casa | In casa | In trasferta | In trasferta | In trasferta | In trasferta | In trasferta | In trasferta | Totale | Totale | Totale | Totale | Totale | Totale | DR  |
| Competizione      | Punti | G       | V       | N       | P       | Gf      | Gs      | G            | V            | N            | P            | Gf           | Gs           | G      | V      | N      | P      | Gf     | Gs     | DR  |
| ----------------- | ----- | ------- | ------- | ------- | ------- | ------- | ------- | ------------ | ------------ | ------------ | ------------ | ------------ | ------------ | ------ | ------ | ------ | ------ | ------ | ------ | --- |
| Bundesliga        | 26    | 17      | 7       | 6       | 4       | 23      | 22      | 17           | 1            | 4            | 12           | 13           | 32           | 34     | 8      | 10     | 16     | 36     | 54     | -18 |
| Coppa di Germania | -     | 1       | 0       | 1       | 0       | 1       | 1       | 2            | 1            | 0            | 1            | 4            | 2            | 3      | 1      | 1      | 1      | 5      | 3      | +2  |
| Coppa UEFA        | -     | 1       | 0       | 0       | 1       | 1       | 3       | 1            | 1            | 0            | 0            | 2            | 1            | 2      | 1      | 0      | 1      | 3      | 4      | -1  |
| Totale            | 26    | 19      | 7       | 7       | 5       | 25      | 26      | 20           | 3            | 4            | 13           | 19           | 35           | 39     | 10     | 11     | 18     | 44     | 61     | -17 |

### Andamento in campionato
| Giornata  | 1 | 2  | 3  | 4  | 5 | 6  | 7  | 8  | 9  | 10 | 11 | 12 | 13 | 14 | 15 | 16 | 17 | 18 | 19 | 20 | 21 | 22 | 23 | 24 | 25 | 26 | 27 | 28 | 29 | 30 | 31 | 32 | 33 | 34 |
| --------- | - | -- | -- | -- | - | -- | -- | -- | -- | -- | -- | -- | -- | -- | -- | -- | -- | -- | -- | -- | -- | -- | -- | -- | -- | -- | -- | -- | -- | -- | -- | -- | -- | -- |
| Luogo     | T | C  | T  | C  | C | T  | C  | T  | C  | T  | C  | T  | C  | T  | C  | T  | C  | C  | T  | C  | T  | T  | C  | T  | C  | T  | C  | T  | C  | T  | C  | T  | C  | T  |
| Risultato | V | P  | P  | V  | V | P  | P  | P  | P  | P  | N  | N  | P  | P  | V  | P  | N  | V  | N  | V  | P  | P  | N  | N  | V  | P  | N  | P  | N  | P  | N  | N  | V  | P  |
| Posizione | 7 | 12 | 15 | 11 | 7 | 10 | 13 | 15 | 16 | 16 | 16 | 16 | 16 | 17 | 14 | 15 | 14 | 14 | 14 | 14 | 14 | 14 | 14 | 14 | 14 | 14 | 15 | 15 | 15 | 15 | 15 | 15 | 15 | 14 |

Legenda:

Luogo: C = Casa; T = Trasferta. Risultato: V = Vittoria; N = Pareggio; P = Sconfitta.

### Statistiche dei giocatori
| Giocatore       | Bundesliga | Bundesliga | Bundesliga  | Bundesliga | Coppa di Germania | Coppa di Germania | Coppa di Germania | Coppa di Germania | Coppa UEFA | Coppa UEFA | Coppa UEFA  | Coppa UEFA | Totale   | Totale | Totale      | Totale     |
| Giocatore       | Presenze   | Reti       | Ammonizioni | Espulsioni | Presenze          | Reti              | Ammonizioni       | Espulsioni        | Presenze   | Reti       | Ammonizioni | Espulsioni | Presenze | Reti   | Ammonizioni | Espulsioni |
| --------------- | ---------- | ---------- | ----------- | ---------- | ----------------- | ----------------- | ----------------- | ----------------- | ---------- | ---------- | ----------- | ---------- | -------- | ------ | ----------- | ---------- |
| A. Abutovic     | 1          | 0          | 0           | 0          | 0                 | 0                 | 0                 | 0                 | 0          | 0          | 0           | 0          | 1        | 0      | 0           | 0          |
| U. Bayerschmidt | 11         | 0          | 1           | 0          | 0                 | 0                 | 0                 | 0                 | 0          | 0          | 0           | 0          | 11       | 0      | 1           | 0          |
| H. Brunner      | 16         | 0          | 3           | 0          | 2                 | 1                 | 1                 | 0                 | 1          | 0          | 0           | 0          | 19       | 1      | 4           | 0          |
| T. Brunner      | 23         | 0          | 5           | 0          | 2                 | 0                 | 1                 | 0                 | 2          | 0          | 0           | 0          | 27       | 0      | 6           | 0          |
| J. Dittwar      | 22         | 0          | 6           | 0          | 2                 | 0                 | 1                 | 0                 | 2          | 0          | 0           | 0          | 26       | 0      | 7           | 0          |
| R. Dusend       | 21         | 1          | 2           | 0          | 2                 | 0                 | 1                 | 0                 | 2          | 0          | 0           | 0          | 25       | 1      | 3           | 0          |
| D. Eckstein     | 7          | 1          | 0           | 0          | 1                 | 0                 | 0                 | 0                 | 2          | 2          | 0           | 0          | 10       | 3      | 0           | 0          |
| A. Giske        | 24         | 0          | 1           | 0          | 3                 | 1                 | 1                 | 0                 | 1          | 0          | 0           | 0          | 28       | 1      | 2           | 0          |
| C. Hausmann     | 14         | 0          | 0           | 0          | 0                 | 0                 | 0                 | 0                 | 0          | 0          | 0           | 0          | 14       | 0      | 0           | 0          |
| H. Heidenreich  | 12         | 0          | 1           | 0          | 2                 | 0                 | 0                 | 0                 | 2          | 0          | 0           | 0          | 16       | 0      | 1           | 0          |
| C. Korek        | 1          | 0          | 0           | 0          | 0                 | 0                 | 0                 | 0                 | 0          | 0          | 0           | 0          | 1        | 0      | 0           | 0          |
| K. Kowarz       | 1          | 0          | 0           | 0          | 0                 | 0                 | 0                 | 0                 | 0          | 0          | 0           | 0          | 1        | 0      | 0           | 0          |
| T. Kristl       | 18         | 5          | 2           | 0          | 1                 | 0                 | 0                 | 0                 | 1          | 0          | 0           | 0          | 20       | 5      | 2           | 0          |
| S. Kuhn         | 29         | 1          | 5           | 0          | 3                 | 0                 | 1                 | 0                 | 2          | 0          | 0           | 0          | 34       | 1      | 6           | 0          |
| A. Köpke        | 33         | 0          | 0           | 0          | 3                 | 0                 | 1                 | 0                 | 2          | 0          | 0           | 0          | 38       | 0      | 1           | 0          |
| D. Lieberwirth  | 3          | 0          | 2           | 1          | 0                 | 0                 | 0                 | 0                 | 0          | 0          | 0           | 0          | 3        | 0      | 2           | 1          |
| U. Metschies    | 17         | 1          | 1           | 0          | 2                 | 0                 | 0                 | 0                 | 0          | 0          | 0           | 0          | 19       | 1      | 1           | 0          |
| M. Oechler      | 3          | 0          | 0           | 0          | 0                 | 0                 | 0                 | 0                 | 0          | 0          | 0           | 0          | 3        | 0      | 0           | 0          |
| D. Otten        | 3          | 0          | 0           | 0          | 0                 | 0                 | 0                 | 0                 | 0          | 0          | 0           | 0          | 3        | 0      | 0           | 0          |
| D. Oßwald       | 0          | 0          | 0           | 0          | 0                 | 0                 | 0                 | 0                 | 0          | 0          | 0           | 0          | 0        | 0      | 0           | 0          |
| J. Philipkowski | 30         | 1          | 4           | 0          | 3                 | 1                 | 0                 | 0                 | 2          | 0          | 0           | 0          | 35       | 2      | 4           | 0          |
| S. Sané         | 24         | 6          | 3           | 1          | 2                 | 2                 | 0                 | 0                 | 2          | 1          | 0           | 0          | 28       | 9      | 3           | 1          |
| M. Schneider    | 28         | 0          | 4           | 0          | 3                 | 0                 | 0                 | 0                 | 0          | 0          | 0           | 0          | 31       | 0      | 4           | 0          |
| M. Schwabl      | 23         | 3          | 1           | 0          | 2                 | 0                 | 0                 | 0                 | 2          | 0          | 0           | 0          | 27       | 3      | 1           | 0          |
| R. Stenzel      | 12         | 2          | 0           | 0          | 2                 | 0                 | 0                 | 0                 | 1          | 0          | 0           | 0          | 15       | 2      | 0           | 0          |
| F. Türr         | 8          | 1          | 0           | 0          | 1                 | 0                 | 0                 | 0                 | 1          | 0          | 0           | 0          | 10       | 1      | 0           | 0          |
| M. Wagner       | 30         | 7          | 2           | 0          | 2                 | 0                 | 0                 | 0                 | 1          | 0          | 0           | 0          | 33       | 7      | 2           | 0          |
| R. Wirsching    | 17         | 6          | 0           | 0          | 0                 | 0                 | 0                 | 0                 | 0          | 0          | 0           | 0          | 17       | 6      | 0           | 0          |